# Binární kvadratická forma
Binární kvadratická forma je kvadratická forma s dvěma proměnnými, tedy homogenní mnohočlen stupně dva ve dvou proměnných, neboli funkce
{\displaystyle q(x,y)=ax^{2}+bxy+cy^{2},}
určená hodnotami koeficientů a, b a c.
Koeficienty binární kvadratické formy mohou být z nějakého tělesa (např. racionální čísla nebo reálná čísla) a parametrem pak může být vektor z vektorového prostoru nad tímto tělesem. Rozvoj teorie binárních kvadratických forem je ovšem spjat především s rozvojem teorie čísel, kdy se uvažovaly rovnice v celých číslech, souvisí s kvadratickými tělesy a obecněji i s číselnými tělesy.

## Dějiny
Binárními kvadratickými formami se zabýval už Pierre de Fermat, a to v souvislosti s Fermatovou větou o dvou čtvercích, tedy studiem možnosti zápisu čísel jako součtu dvou čtverců. Podobně lze za součást studia binárních kvadratických forem považovat studium Pellovy rovnice. Pak začal zkoumat binární kvadratické formy Joseph-Louis Lagrange roku 1773 a systematicky je poprvé popsal Adrien-Marie Legendre. Mohutně na jejich práci navázal Carl Friedrich Gauss ve své práci Disquisitiones Arithmeticae. Ten už zkoumal otázku jejich ekvivalence a redukce a také přišel s jejich skládáním. Jeho práce pak ovlivnily rozvoje teorie kvadratických forem ve více než dvou proměnných a také rozvoj algebraické teorie čísel, ve které jsou kvadratická tělesa nahrazovány obecnějšími číselnými tělesy.